# Paul Rezeanu
Paul Rezeanu (n. 9 noiembrie 1937, Breaza, România – d. 1 martie 2021, București, România) a fost un istoric și critic de artă, expert în artă modernă și profesor universitar român.

## Biografie
A absolvit Facultatea de Istorie a Universității din București (promoția 1964), facultatea la care a obținut și titlul de doctor (24 mai 1976) cu lucrarea intitulată „Artele Plastice în Oltenia”  (1821-1944).
A fost cercetător științific la Filiala din Craiova a Academiei Române, secția de istoria artei, director al Muzeului de Artă din Craiova, până la pensionare, în anul 2004, apoi cercetător științific I, până la 10 decembrie 2009. A fost conferențiar universitar (1994 - 1998), profesor universitar (1998 - 2008) la Facultatea de Teologie din Craiova, unde a predat cursurile de Istoria Artei și Istoria și spiritualitatea Bizanțului.
A fost membru al Uniunea Artiștilor Plastici din România, Secția de Istorie și Critică de Artă din 1982. Expert de artă modernă românească, membru ICOM - UNESCO, Paris. A făcut călătorii de studii în mai toate țările Europei, în SUA și câteva țări din Africa și Asia. Paul Rezeanu a făcut parte din echipa de evaluare a casei de licitații Grimberg din București, ca expert în pictorii din Oltenia și Ion Țuculescu, Constantin Brâncuși, Theodor Aman, Eustațiu Stoenescu, Rudolf Schweitzer-Cumpăna, Ipolit Strâmbu și Ion Sălișteanu.
A fost unul dintre organizatorii expozițiilor retrospective Brâncuși de la București și Craiova (1976 ), New York (1990 ), Paris și Philadelphia (1995). 
Paul Rezeanu a văzut peste 90% din operele lui Brâncuși aflate în muzeele și colecțiile de artă din întreaga lume.	
A făcut cercetări în diverse arhive(„Fondul Brâncuși”, aflat la Biblioteca Kandinsky/Georges Pompidou, Paris, la care s-a admis accesul după 2001).
A avut șansa să fie apropiat al lui V.G.Paleolog, Barbu Brezeanu, Petru Comarnescu, Constantin Antonovici, C.S.Nicolaescu-Plopșor.
I-a cunoscut și a fost, mai mult sau mai puțin, în relație cu Ștefan Georgescu-Gorjan, Petre Pandrea, Milița Petrașcu, Natalia Dumitrescu, Irina Codreanu-King, Sidney Geist, Carola Giedion-Welcker ș.a., precum și cu Jeana Brâncuși și Vasile Blendea (nepoții sculptorului).
A decedat în data de 1 martie 2021, la vârsta de 83 de ani.

## Controverse, incertitudini
Paul Rezeanu a făcut diligențele necesare participării României la expoziția Brâncuși la Muzeul Cobra din Amsterdam din perioada martie - mai 1998. Cu această ocazie, după ce s-au obținut autorizațiile legale, a scos din țară sculptura Sărutul realizată de Constantin Brâncuși și care se afla în patrimoniul Muzeului de Artă din Craiova. Sculptura a fost transportată la Amsterdam într-un bagaj de mână. Când s-a făcut returnarea exponatului în momentul în care s-a încheiat expoziția, Paul Rezeanu a constatat că sculptura era deteriorată la baza soclului, din care lipsea un fragment de circa 2 cm pătrați. S-a iscat un imens scandal de presă și în urma negocierilor care s-au purtat cu partea olandeză s-a stabilit un prejudiciu de 120.000 de dolari. Prejudiciul a fost plătit imediat de către partea olandeză. Trebuie menționat că sculptura lui Brâncuși nu a fost asigurată. Totuși, lucrurile nu au stat așa cum le-a prezentat ziaristul cotidianului Adevărul. În 6 martie1998, Președintele Emil Constantinescu a inaugurat la Amstelveen (lângă Amsterdam), expoziția  "Artă figurativă - început și sfârșit de secol XX în România". Expoziția a fost găzduită de Muzeul de Artă Modernă Cobra. Evenimentul a fost organizat de către Ministerul Culturii Român în cooperare cu Ministerul Culturii Olandez. Printre lucrările expuse, s-a aflat și „Sărutul” de Constantin Brâncuși. Lucrarea a fost ambalată într-o cutie din lemn, ca dealtfel toate lucrările expuse cu acest prilej și transportată cu avionul în Olanda. Nu putea fi transportată într-o geantă ca bagaj de mână. Greutatea lucrării în ambalaj a fost de aproximativ 30 kg. Toate lucrările expuse cu acest prilej au fost ambalate și transportate conform normelor legale, fiind lucrări de patrimoniu. Lucrarea „Sărutul” a fost asigurată la Casa de asigurări Lloyds din Marea Britanie. După încheierea expoziției, lucrările au fost ambalate și expediate în România. La manipulare în vederea ambalării, lucrarea „Sărutul” a fost ușor deteriorată la soclu, aproximativ 1 cm2 . Acest lucru a fost observat de Paul Rezeanu care a și declanșat procedurile legale pentru obținerea de compensații financiare. Acestea au fost plătite și partea deteriorată a lucrării a fost restaurată.

## Cărți
A publicat între 1971 - 2014 peste 30 de cărți de istorie și istoria artei, din care amintim:
- Artele plastice în Oltenia (1821 - 1944), Editura "Scrisul românesc", (1980);
- Ghidul Muzeului de Artă Craiova, (cinci ediții la Meridiane, ”Arc 2000”);
- Constantin Lecca, (monografie, Meridiane, 1988, ”Arcade”, 2005);
- Eustațiu Stoenescu, (monografie, Meridiane, 1985, ”Arc 2000”, 1998);
- Pictorul Stoica Dumitrescu, (monografie, Meridiane, 1990);
- Craiova. Studii și cercetări de istorie și istoria artei, (”Helios”, 1999);
- Brâncuși la Craiova, (”Arc 2000”, 2001);
- Artiști plastici craioveni, (”Arc 2000”, 2003);
- Craiova. Amintirile orașului, (”Alma”, 2007);
- Sculptori puțin cunoscuți, (”Alma”, 2007);
- Caricaturistul N.S. Petrescu - Găină, (monografie, ”Alma”, 2008);
- Pictori puțin cunoscuți, (”Alma”, 2009);
- Istoria artelor plastice în Oltenia, (”Alma”, vol. I, 2010, vol. II, 2013);
- Brâncuși. Tatăl nostru, (monografie, ”Autograf”, 2012);
- Brâncuși. Ultimul dac, (”Autograf”, 2014)

## Articole științifice
A publicat peste 120 de articole științifice în reviste sau volume de specialitate: 
- Historica, (Editura Academiei Române, București, 1969 - 1971);
- Studii și Cercetări de Istoria Artei, (Editura Academiei Române, București, 1969, 1974, 1975);
- Revista muzeelor, (București, 1970 - 2004);
- Arhitectura, (București, 1981, 1982, 1983);
- Peuce, (Tulcea, 1977);
- Oltenia. Studii și comunicări, (Craiova, 1986, 1988, 1989, 1997);
- Pagini de artă și contemporană, (Oradea, 1996);
- Colocviul de istorie și istoria artei, (Muzeul Național Cotroceni, 1996, 2001);
- Venezieni e Romeni, (Veneția, 2003);
- Studii - Universitatea Babeș-Bolyai, (Cluj-Napoca, 1997);
- Brâncuși. Der Hahn, (Munchen, 2009);
- Historia, (București, 2004 - 2010);
- Magazin istoric, (2007 - 2015) ș.a.

## Alte publicații
A publicat peste 40 cataloage de expoziții de artă, peste 300 de cronici de expoziții de artă și prezentări de artiști, peste 1000 de articole în diferite reviste și ziare, la radio și televiziune.

## Curator
A organizat și coordonat celebrul ciclu de conferințe „Prin marile muzee și orașe ale lumii” (1978 - 1990), conferințe despre mari artiști români și străini.
A rostit cuvântul de deschidere la expozițiile deschise la Muzeul de Artă din Craiova (1970 - 2005), la vernisajele expozițiilor personale sau de grup ale artiștilor plastici deschise în sălile Filialei U.A.P. Craiova (1967 - 2015), etc.

## Premii
- Decorat cu Ordinul ”Meritul Cultural”, în grad de Ofițer;
- Laureat al Academiei Române pentru monografia „Constantin Lecca” (2007);[4]
- Cetățean de Onoare al Craiovei (2012).